# 尤金杨
尤金杨（学名：Populus canadensis 'Eugenei）为杨柳科下加杨的一个品种/栽培型。